# Constance van Arles
Constance van Arles, bijg. Taillefer, (986 – Melun, 25 juli 1034) was een dochter van Willem I van Provence en van Adelheid van Anjou, dochter van Fulco II van Anjou. Zij trouwde in 1003 met Robert II de Vrome, nadat die verplicht was om te scheiden van Bertha van Bourgondië. De Franse koning leefde immers in overspel met Bertha, nadat de koning zijn echtgenote Suzanna van Italië verstoten had. Bovendien waren Robert en Bertha aan elkaar verwant waardoor hun huwelijk tegen de kerkelijke wetten was. Na het huwelijk met Constance zette Robert echter zijn relatie met Bertha gewoon voort. Hierdoor ontstonden twee vijandige kampen aan het hof. Het huwelijk van Constance en Robert was zo slecht dat hij zou hebben gezegd de dood te verkiezen als een ontsnapping aan zijn huwelijk.
Volgens haar tegenstanders was ze een ijdele, intrigante, twistzieke en arrogante vrouw. Volgens de bisschop van Chartres was ze "zeer betrouwbaar als ze dreigementen maakt". Het hof had grote moeite met de andere cultuur en gebruiken van haar hovelingen uit het zuiden. Een bekend voorbeeld hiervan was dat de zuiderlingen zich schoren – iets wat zij een teken van beschaving vonden maar door de hovelingen van Robert als een teken van verwijfdheid werd gezien. In 1007 probeerde paltsgraaf Hugo van Beauvais, een vazal van Bertha's zoon Odo II van Blois, Robert te overtuigen om Constance te verstoten. Constance liet daarop Hugo, in Roberts aanwezigheid, vermoorden door Fulco III van Anjou.
In 1017 wist ze te bereiken dat haar zoon Hugo tot medekoning werd gekroond. Toen Hugo in 1025 18 jaar oud werd, en dus al een paar jaar meerderjarig was, steunde ze hem in zijn eis om een werkelijk deel van de macht te krijgen. Na een kort conflict werd Hugo door Robert verslagen en Hugo overleed nog in hetzelfde jaar. Daarna kwam Constance met Robert in conflict over de vraag welke van hun zoons de beste opvolger zou zijn. Robert had een voorkeur voor Hendrik en Constance had een voorkeur voor Robert. In 1027 werd Hendrik tot medekoning gekroond. Enige tijd later zette ze Hendrik en zijn broer Robert samen aan tot een opstand tegen hun vader. Koning Robert gaf toe aan hun belangrijkste eisen voor een groter aandeel in het bestuur, en de vrede werd hersteld. Toen koning Robert kort daarna overleed trok Constance zich terug op haar huwelijksbezit en weigerde het bestuur daarvan aan haar zoons over te dragen. Na een korte militaire actie van Hendrik werd ze gedwongen om dat alsnog te doen. Constance werd begraven in de Kathedraal van Saint-Denis.
Robert en Constance hadden de volgende kinderen:
- mogelijk Constance, gehuwd met Manasses van Dammartin-en-Goële;
- Hedwig (ca. 1003 – 5 juni na 1063), gehuwd met Reinoud I van Nevers, ze kreeg Auxerre als bruidsschat;
- Hugo (1007 – 28 augustus 1025). In 1017 gekroond tot medekoning en later in opstand om een volwaardige functie op te eisen maar verzoende zich later met zijn vader. Begraven te Compiègne;
- Hendrik I van Frankrijk, koning van Frankrijk van 1031 tot 1060;
- Robert I van Bourgondië, hertog van Bourgondië;
- Odo (ca. 1013 – ca. 1058), steunde zijn broer Robert tegen zijn broer Hendrik maar werd in 1041 verslagen en gevangengenomen; hij vocht later voor Hendrik tegen Normandië maar werd in 1054 verslagen;
- Adela (1009 – 8 januari 1079), huwde met hertog Richard III van Normandië en met graaf Boudewijn V van Vlaanderen.

## Voorouders
| Voorouders van Constance van Arles (986-1034) | Voorouders van Constance van Arles (986-1034)                   | Voorouders van Constance van Arles (986-1034)                   | Voorouders van Constance van Arles (986-1034)                              | Voorouders van Constance van Arles (986-1034)                              | Voorouders van Constance van Arles (986-1034)                      | Voorouders van Constance van Arles (986-1034)                      | Voorouders van Constance van Arles (986-1034)                      | Voorouders van Constance van Arles (986-1034)                      |
| --------------------------------------------- | --------------------------------------------------------------- | --------------------------------------------------------------- | -------------------------------------------------------------------------- | -------------------------------------------------------------------------- | ------------------------------------------------------------------ | ------------------------------------------------------------------ | ------------------------------------------------------------------ | ------------------------------------------------------------------ |
| Overgrootouders                               | Rotbald I van Provence (910-966) ∞ ? (-)                        | Rotbald I van Provence (910-966) ∞ ? (-)                        | Karel Constantijn van Vienne (910-962) ∞ 960 Theutberga van Troyes (~900-) | Karel Constantijn van Vienne (910-962) ∞ 960 Theutberga van Troyes (~900-) | Fulco I van Anjou (888-942) ∞ Roscilla van Loches (-)              | Fulco I van Anjou (888-942) ∞ Roscilla van Loches (-)              | ?(-) ∞ ? (-)                                                       | ?(-) ∞ ? (-)                                                       |
| Grootouders                                   | Bosso II van Arles (910-966) ∞ Constance van Vienne (~925-~964) | Bosso II van Arles (910-966) ∞ Constance van Vienne (~925-~964) | Bosso II van Arles (910-966) ∞ Constance van Vienne (~925-~964)            | Bosso II van Arles (910-966) ∞ Constance van Vienne (~925-~964)            | Fulco II van Anjou (909-958) ∞ Gerberga van Orléans (920-voor 952) | Fulco II van Anjou (909-958) ∞ Gerberga van Orléans (920-voor 952) | Fulco II van Anjou (909-958) ∞ Gerberga van Orléans (920-voor 952) | Fulco II van Anjou (909-958) ∞ Gerberga van Orléans (920-voor 952) |
| Ouders                                        | Willem I van Provence (956-993) ∞ Adelheid van Anjou (-1026)    | Willem I van Provence (956-993) ∞ Adelheid van Anjou (-1026)    | Willem I van Provence (956-993) ∞ Adelheid van Anjou (-1026)               | Willem I van Provence (956-993) ∞ Adelheid van Anjou (-1026)               | Willem I van Provence (956-993) ∞ Adelheid van Anjou (-1026)       | Willem I van Provence (956-993) ∞ Adelheid van Anjou (-1026)       | Willem I van Provence (956-993) ∞ Adelheid van Anjou (-1026)       | Willem I van Provence (956-993) ∞ Adelheid van Anjou (-1026)       |